# Бордігера
Бордігера, Бордіґера (італ. Bordighera, ліг. A Bordighea) — муніципалітет в Італії, у регіоні Лігурія,  провінція Імперія.
Бордігера розташована на відстані близько 450 км на північний захід від Рима, 125 км на південний захід від Генуї, 32 км на захід від Імперії.
Населення — 10 453 особи (2014).

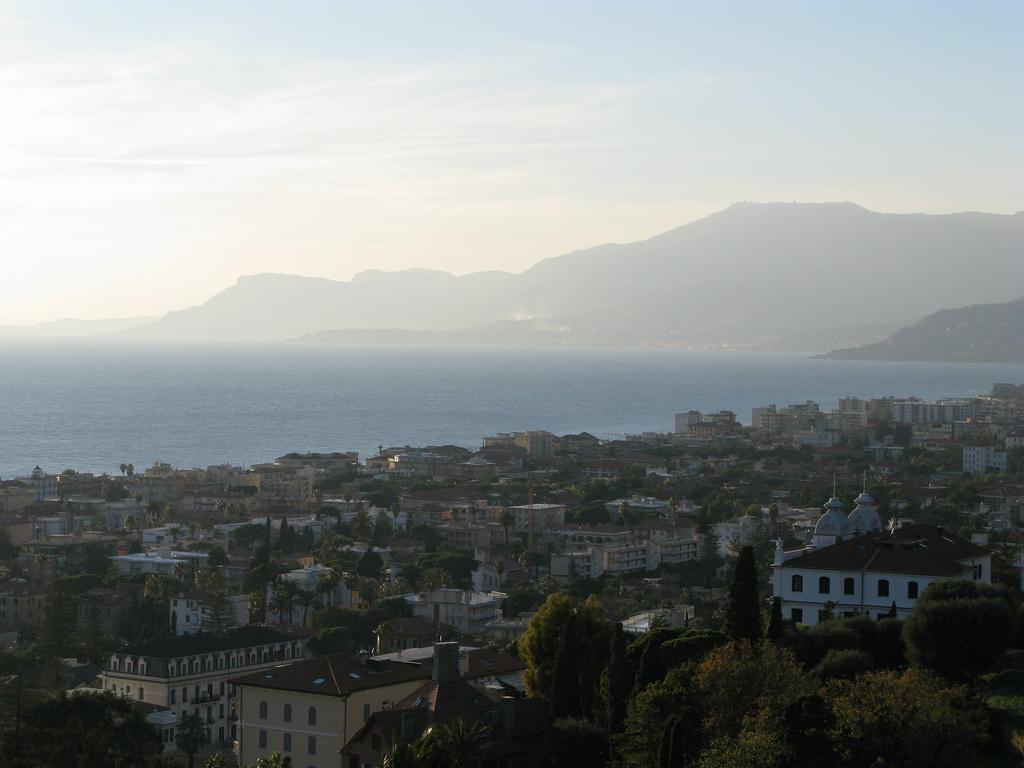

Щорічний фестиваль відбувається 14 травня. Покровитель — Sant'Ampelio.

## Демографія
Населення за роками:

Станом на 1 січня 2023 року в муніципалітеті офіційно проживало 1158 іноземців з 65 країн, серед них 467 громадян країн Євросоюзу та 56 громадян України.

## Сусідні муніципалітети
- Оспедалетті
- Себорга
- Валлебона
- Валлекрозія